# Hamka Hamzah
Hamka Hamzah (Makassar, 29 gennaio 1984) è un calciatore indonesiano, difensore del RANS Nusantara.

## Carriera

### Club
Ha giocato nel campionato indonesiano e malese.

### Nazionale
Con la maglia della nazionale ha partecipato alla Coppa d'Asia 2004.